# FS010W
FS010W (えふえすぜろいちぜろだぶりゅー) は、富士ソフトによって開発された、NTTドコモの第3.9世代移動通信システム、Long Term Evolution（LTE）通信サービスXi回線に対応したモバイルWiFiルータ端末である。またFOMAハイスピード・FOMAプラスエリア・FOMAにも対応する。

## 歴史
- 2013年3月7日 -  発表
- 2013年3月18日 -  発売開始